# جون مارتن روبنسون
جون مارتن روبنسون (بالإنجليزية: John Martin Robinson)‏ هو مؤرخ بريطاني، ولد في 1948.